# 箱田裕司
箱田 裕司（はこだ ゆうじ、1949年7月4日 - 2022年11月25日 ）は、日本の心理学者、九州大学名誉教授。元日本認知心理学会理事長。元日本学術会議会員。

## 略歴
福岡県生まれ。1972年九州大学文学部心理学科卒業、77年同大学院博士課程単位取得満期退学、88年「情報処理過程における二次元性」で文学博士。77年九州大学教養部助手、1979年千葉大学教養部講師、82年助教授、87年九州大学教養部助教授、92年教授、94年文学部教授、98年同人間環境学研究科教授、2009年日本心理学会常務理事。2011年日本学術会議会員。2012年人間環境学府長・研究院長、日本認知心理学会副理事長。2013年日本心理学会理事。2014年定年退官、名誉教授、京都女子大学教授となる。2015年日本認知心理学会理事長。

## 共編著
- 『イメージング 表象・創造・技能』編著, 鈴木光太郎[ほか]共著 サイエンス社 1991
- 『心のしくみ』編 関東出版社 1991
- 『認知科学のフロンティア』全3巻 編 サイエンス社 1991－93
- 『認知心理学重要研究集 2 記憶認知』編 誠信書房 1996
- 『知性と感性の心理 認知心理学入門』行場次朗共編著, 渡邊洋一 [ほか]著 福村出版 2000
- 『新・心理学の基礎知識』中島義明,繁桝算男共編 有斐閣ブックス 2005
- 『嘘とだましの心理学 戦略的なだましからあたたかい嘘まで』仁平義明共編 有斐閣 2006
- 『家族のライフサイクルと心理臨床』髙橋靖恵編,滝口俊子, 岡本祐子, 林智一,岡堂哲雄共著 金子書房 2008
- 『認知心理学』都築誉史,川畑秀明, 萩原滋共著 有斐閣 2010
- 『心理学研究法 認知』編著 誠信書房 2012
- 『新・知性と感性の心理 認知心理学最前線』行場次朗共編著 福村出版 2014
- 『本当のかしこさとは何か 感情知性〈EI〉を育む心理学』 (心理学叢書)日本心理学会監修, 遠藤利彦共編 誠信書房 2015
- 『超高齢社会を生きる 老いに寄り添う心理学』 (心理学叢書)日本心理学会監修, 長田久雄共編 誠信書房 2016

### 翻訳
- R.L.クラツキー『記憶のしくみ 認知心理学的アプローチ 第2版』中溝幸夫共訳 サイエンス社 1982
- R.ラックマン 他共著『認知心理学と人間の情報処理』全3巻 鈴木光太郎共監訳 サイエンス社 1988
- A.ウェルズ, G.マシューズ 共著『心理臨床の認知心理学 感情障害の認知モデル』津田彰, 丹野義彦共監訳 培風館 2002
- S.L.Sporer, R.S.Malpass, G.Koehnken 編『目撃者の心理学』伊東裕司共監訳 ブレーン出版 2003
- マイケル・W.アイゼンク, デイヴィッド・グルーム 編『古典で読み解く現代の認知心理学』行場次朗共監訳 北大路書房 2017

## 論文
- ＜箱田裕司